# Kategoria e Parë 1965-1966
La Kategoria e Parë 1965-1966 fu la 28ª edizione della massima serie del campionato albanese di calcio concluso con la vittoria del 17 Nëntori, al suo ottavo titolo.
Capocannoniere del torneo fu Saimir Dauti (Dinamo Tirana) con 13 reti.

## Formula
Come nella passata stagione le squadre partecipanti furono 12 e disputarono un turno di andata e ritorno per un totale di 22 partite.
17 Nëntori e Partizani terminarono a pari punti e venne così disputato lo spareggio.
L'ultima classificata retrocedette in Kategoria e Dytë.
La vincente si qualificò alla Coppa dei Campioni 1966-1967.

## Squadre
| Squadra             | Città   | Stadio | Stagione 1964-1965 |
| ------------------- | ------- | ------ | ------------------ |
| Skënderbeu          | Coriza  |        | 11°                |
| Labinoti            | Elbasan |        | 10°                |
| 17 Nëntori          | Tirana  |        | Campione d'Albania |
| KF Partizani Tirana | Tirana  |        | 2°                 |
| Dinamo Tirana       | Tirana  |        | 3°                 |
| Flamurtari          | Valona  |        | 6°                 |
| Besa Kavajë         | Kavajë  |        | 4°                 |
| Vllaznia            | Scutari |        | 8°                 |
| Tomori              | Berat   |        | 9°                 |
| Traktori            | Lushnjë |        | 7°                 |
| Lokomotiva          | Durazzo |        | 5°                 |
| Erzeni              | Shijak  |        | Kategoria e Dytë   |

## Classifica finale
|  | Pos. | Squadra     | Pt | G  | V  | N  | P  | GF | GS | DR  |
|  | ---- | ----------- | -- | -- | -- | -- | -- | -- | -- | --- |
|  | 1.   | 17 Nëntori  | 38 | 22 | 18 | 2  | 2  | 53 | 14 | +39 |
|  | 2.   | Partizani   | 38 | 22 | 17 | 4  | 1  | 45 | 12 | +33 |
|  | 3.   | Dinamo      | 29 | 22 | 11 | 7  | 4  | 40 | 17 | +33 |
|  | 4.   | Vllaznia    | 23 | 22 | 7  | 9  | 6  | 29 | 20 | +9  |
|  | 5.   | Labinoti    | 22 | 22 | 7  | 8  | 7  | 29 | 32 | -3  |
|  | 6.   | Lokomotiva  | 20 | 22 | 5  | 10 | 7  | 14 | 21 | -7  |
|  | 7.   | Besa Kavajë | 19 | 22 | 5  | 9  | 8  | 18 | 26 | -8  |
|  | 8.   | Skënderbeu  | 19 | 22 | 5  | 9  | 8  | 21 | 31 | -10 |
|  | 9.   | Flamurtari  | 15 | 22 | 5  | 5  | 12 | 16 | 26 | -10 |
|  | 10.  | Tomori      | 14 | 22 | 5  | 4  | 13 | 18 | 34 | -16 |
|  | 11.  | Traktori    | 13 | 22 | 5  | 3  | 14 | 18 | 38 | -20 |
|  | 12.  | Erzeni      | 12 | 22 | 3  | 6  | 13 | 12 | 48 | -36 |

Legenda:
      Ammessa allo spareggio
      Retrocesso in Kategoria e Dytë
Note:
Due punti a vittoria, uno a pareggio, zero a sconfitta.

### Spareggio
Lo spareggio venne disputato a Tirana.
| Tirana | 17 Nëntori | 2 – 1 | Partizani Tirana |  |

## Verdetti
- Campione: 17 Nëntori
- Qualificata alla Coppa dei Campioni: 17 Nëntori
- Retrocessa in Kategoria e Dytë: Erzeni